# Římskokatolická farnost Svoboda nad Úpou
Římskokatolická farnost Svoboda nad Úpou (německy Freiheit) je zaniklé územní společenství římských katolíků v rámci trutnovského vikariátu královéhradecké diecéze. Původní farnost byla kolem roku 2005 přenesena do Janských Lázní.

## Historie
Původní městečko Bergfreiheit, později pouze Freiheit, vznikla v roce 1533 a záhy se stala královským horním městem (v 16. století se zde těžila zlatá ruda). Existoval zde kostelík, zasvěcený svatému Vojtěchovi, který patřil do farnosti Vlčice. Původně bylo městečko téměř výlučně protestantské, po bitvě na Bílé Hoře zde proběhla pozvolná rekatolizace. Freiheit byl tehdy součástí farnosti v Pilníkově. Až v roce 1770 zde byla zřízena lokálie. V souvislosti s tím byl také postaven nový kostel v pozdně barokním stylu, který byl zasvěcen svatému Janu Nepomuckému. Roku 1853 se správcem lokálie stal německý kněz Wenzel Fuchs. Když o tři roky později došlo k povýšení lokálie na samostatnou farnost, stal se tento kněz zde prvním farářem. V roce 1888 se podílel na zřízení nového městského hřbitova na tzv. Sluneční stráni, tento hřbitov také po zřízení vysvětil a po své smrti v roce 1902 zde byl též pohřben. V první půli 20. století byl do téhož hrobu pohřben jeho nástupce, farář Joseph Müller. V sousedství si pak nehal zřídit výrazný, honosný hrob další z místních duchovních správců, osobní děkan Johann Gebert. Poslední německý kněz, Josef Tschöp, byl donucen z farnosti odejít v roce 1945.
Po roce 1945 došlo k vysídlení části původního obyvatelstva a farnosti se ujal český kněz Ladislav Kubík, který se stal rovněž ex currendo administrátorem nedaleké mladobucké farnosti. Freiheit se stal Svobodou nad Úpou. V 50. letech byly jednak ve Svobodě samotné, jednak v okolí, internovány řeholní sestry z několika řádů a kongregací. Kněz Ladislav Kubík se jim snažil pomáhat, a i jinak byl hodnocen jako "reakční živel". Na státní zásah musel v roce 1956 z farnosti odejít. Roku 1968 přišel do farnosti kněz Jaroslav Tyrner, který zde následně sloužil až do své smrti v roce 1995. Po jeho smrti zde nebyl již sídelní kněz ustanoven, a farnost byla později přenesena do nedalekých Janských Lázní, které do té doby byly svobodskou filiálkou. Janské Lázně také dlouhodobě vykazovaly větší  "živost", než Svoboda nad Úpou, což lze dokumentovat počtem nedělních bohoslužeb. V roce 1977 byla ve Svobodě nad Úpou v neděli pouze jedna Mše svatá, zatímco v Janských Lázních každou neděli tři. Přenesení farnosti do Janských Lázní tedy bylo logickým vyústěním dlouhodobého stavu. Farnost zřejmě nebyla v pravém slova smyslu zrušena, nýbrž přenesena, čemuž odpovídá zápis v Rejstříku církevních právnických osob, uvádějící jako rok registrace farnosti 1994, kdy farnost ještě v Janských Lázních nebyla. Ve Svobodě naopak stále žil a působil kněz Jaroslav Tyrner, coby místní farář.

### Posloupnost duchovních správců
- 1856–1902 R.D. Wenzel Fuchs (prvo-farář)
- 1902–1909 R.D. Johann Gebert (farář, osobní děkan)
- 1909–1919 R.D. Franz Mayer (farář)
- 1919–1929 R.D. Josef Müller (farář)
- 1929–1938 R.D. Alfons Pluta (farář)
- 1938–1941 R.D. Rudolf Tauchmann (farář)
- 1941–1946 R.D. Josef Tschöp (farář)
- 1946–1956 R.D. Ladislav Kubík (administrátor)
- 1956–1961 R.D. Jaroslav Haněl (administrátor)
- 1961–1968 R.D. Karel Boba (administrátor)
- 1968–1995 R.D. Jaroslav Tyrner (administrátor, později farář)
- 1995–2001 R.D. Ivan Havlíček (administrátor ex currendo)
- 2001–2003 R.D. Jaroslav Štancl (administrátor ex currendo)
- 2003–2005 R.D. Jaroslaw J. Furtan (administrátor ex currendo)

## Sakrální objekty
Na území farnosti historicky existovaly dva kostely: farní kostel ve Svobodě nad Úpou a původně filiální kostel v Janských Lázních. V obou se stále konají pravidelné bohoslužby (ve Svobodě nad Úpou pouze v neděli, v Janských Lázních v neděli a ve čtvrtek). Na území někdejší farnosti se (zejména díky snahám kněze Jaroslava Tyrnera a jeho spolupracovníků) dochovala celá řada drobnějších sakrálních památek, tj. soch či Božích muk.